# Jacques de Maleville
Jacques de Maleville, född 19 juni 1741 i Domme, död där 22 november 1824, var en fransk juridisk rådgivare och politiker och en av författarna till Code Napoléon.